# Gewichtsente

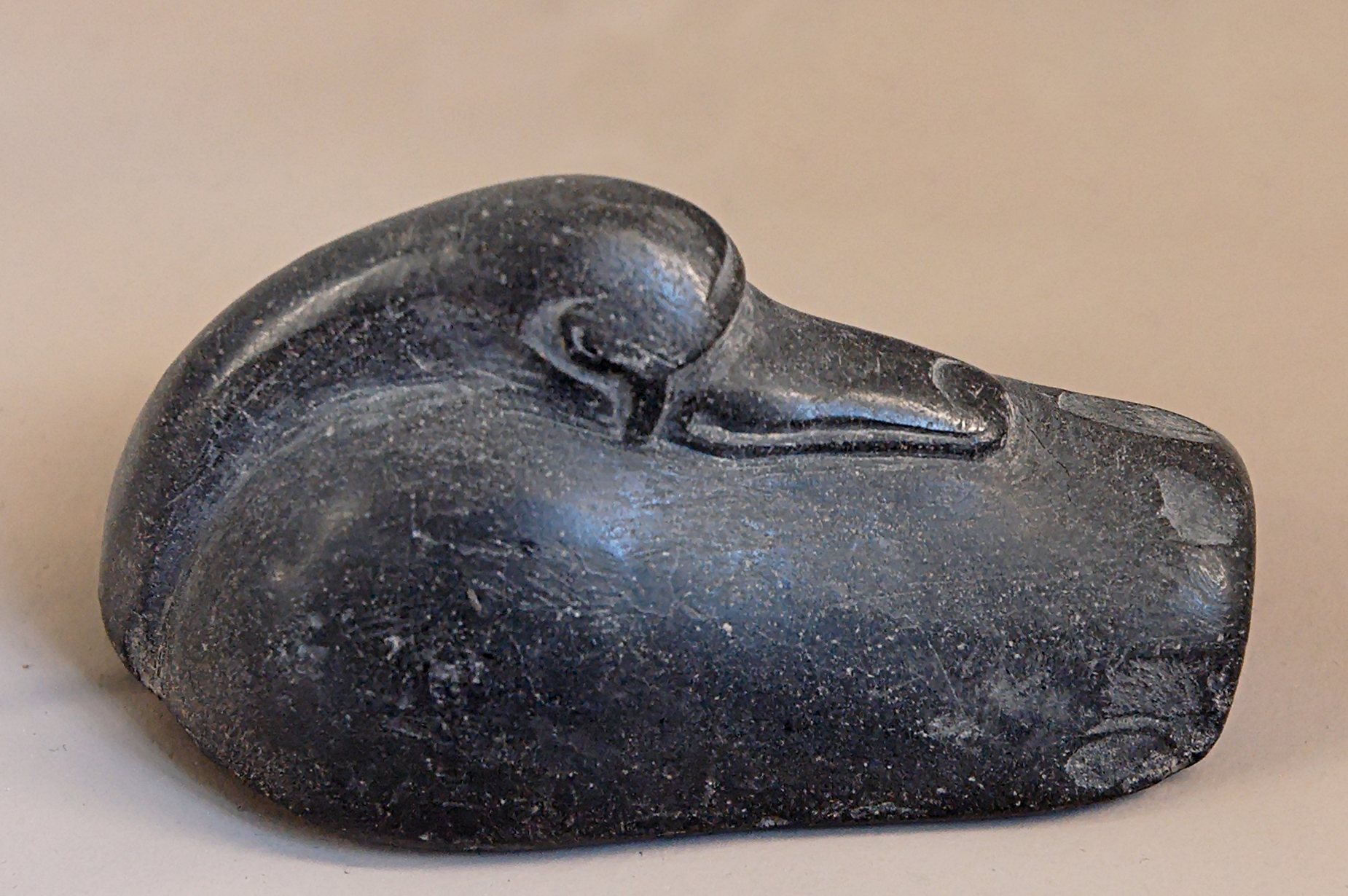
Gewichtsente aus Susa, 2. Jahrtausend v. Chr.

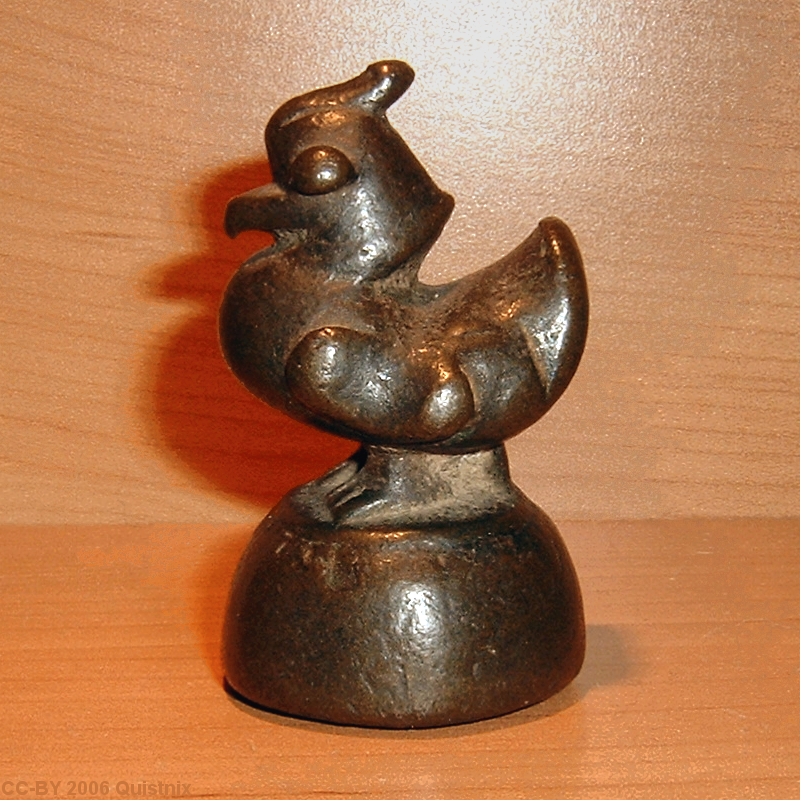
Opiumgewicht in Entenform

Gewichtsenten sind Gewichtsstücke in Entengestalt.
In der altorientalischen Wirtschaftspraxis der Hochkulturperiode waren Gewichte unerlässlich. Metalle, insbesondere Silber, dienten als Zahlungsmittel. Sie waren aber noch nicht zu Münzen geprägt, sondern wurden in Barren oder ungeformten Stücken nach Gewicht gehandelt. Daher mussten nicht nur die zu verkaufenden Waren, sondern auch das als Gegenwert gebotene Metall gewogen werden.
Die Gewichte waren meist aus Stein, seltener aus Metall. Neben einfachen Oliven- oder Tönnchenformen gab es seit der Zeit der III. Dynastie von Ur unter anderem auch Gewichte in der Gestalt von Enten. Die Tiere werden stets in Ruhe- oder Schlafstellung wiedergegeben. Gefunden wurden Gewichte von sehr unterschiedlicher Größe. Die Größe reicht von nur etwas über 1 cm bis ca. 30 cm. Oft ist auf einem der Flügel eine Weiheinschrift mit Angabe des Gewichtes angebracht, zum Beispiel eine Stiftung für den Mondgott Nanna von Ur.